# Erik Hillerström
Erik Hillerström, född 9 mars 1886 i Romfartuna församling, Västmanlands län, död 18 januari 1960 i Mora församling, Kopparbergs län, var en svensk präst.
Hillerström, som var son till organisten och folkskolläraren Carl Bernhard Hillerström och Elin Matilda Bergquist, avlade studentexamen i Västerås 1905, teologisk-filosofisk examen 1907, blev teologie kandidat 1910 samt genomgick praktisk-teologiska prov och prästvigdes samma år. Han företog en resa till Tyskland med statsstipendium 1922.
Hillerström var pastorsadjunkt i Norrbärke församling 1910–1912, tillförordnad kapellpredikant i Grängesberg 1912, vice pastor i Ramsbergs församling och pastorsadjunkt i Västanfors församling 1913, brukspredikant i Österby bruksförsamling 1914, rektor och lärare vid Österby realskola 1920–1925, tillförordnad komminister i Rättviks församling 1925, komminister i Mora församling från 1925, var lasarettspredikant i Mora från 1927, blev kyrkoherde i Rättviks församling 1931 och i Mora församling från 1932 och kontraktsprost i Mora kontrakt 1951. 
Hillerström var ordförande i Uppsvenska gymnasiströrelsen 1922–1925 och inspektor vid Mora samrealskola från 1934. Han var ordförande i Mora kyrkoråd, diakoniråd, diakonikrets, skolråd, fortsättningsskolstyrelse samt i Mora jultomtar och flickscoutkår från 1931. Han var ordförande i Mora kyrkostämma och kyrkofullmäktige 1932–1944 samt ledamot av barnavårdsnämnderna i Morastrands köping och Mora landskommun från 1931 och av Mora turistförening från 1939.